# (10693) Zangari
(10693) Zangari est un astéroïde de la ceinture principale.

## Description
(10693) Zangari est un astéroïde de la ceinture principale. Il fut découvert le 2 mars 1981 à l'observatoire de Siding Spring par Schelte J. Bus. Il présente une orbite caractérisée par un demi-grand axe de 2,68 UA, une excentricité de 0,05 et une inclinaison de 2,1° par rapport à l'écliptique.